# Змисльона (Велюнський повіт)
Змисльона (пол. Zmyślona) — село в Польщі, у гміні Мокрсько Велюнського повіту Лодзинського воєводства.
У 1975-1998 роках село належало до Серадзького воєводства.